# تطويق

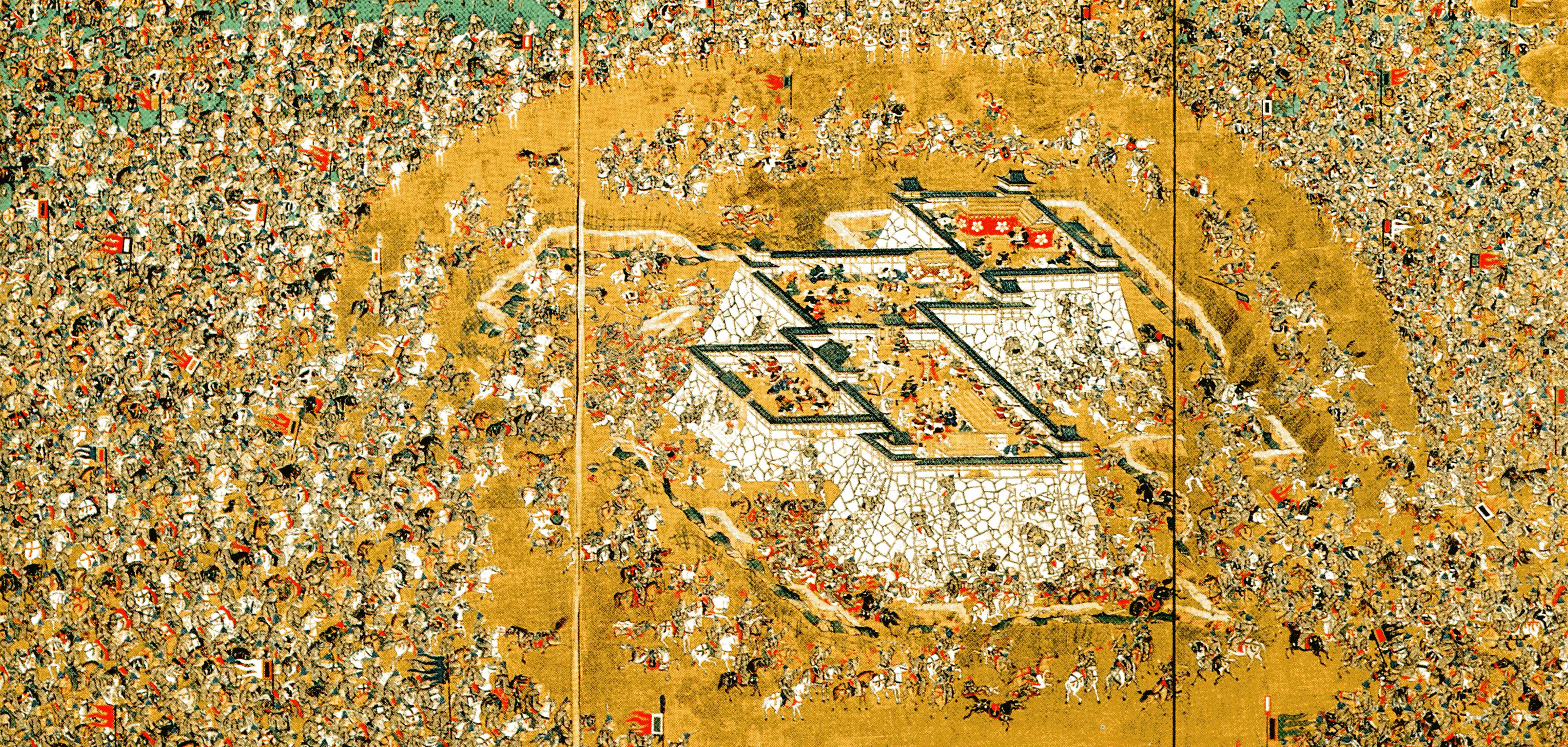
تطويق القوات اليابانية للجزر الكورية أثناء الغزو الياباني لكوريا

التطويق مصطلح عسكري يرمز لفصل هدف أو وحدة عسكرية عن باقي القوات الصديقة وحصارها من كافة الجهات من قِبل القوات المعادية، ويرادفه مصطلح Encirclement في الإنكليزية وKesselschlacht في الألمانية وОкружение في الروسية. 
وهو وضع بالغ الخطورة بالنسبة للقوات المُحاصرة؛ فعلى الجانب الإستراتيجي لا تستطيع تلك القوات تلقّي الدعم أو التعزيزات، في حين يصبح موقفها التكتيكي أكثر حرجًا لاحتمال تعرضها للهجوم من مختلف الجهات كما أنها لا تمتلك القدرة على الانسحاب وعليه تصبح أمام خيارين فقط؛ إما القتال حتى تُباد بأكملها أو الاستسلام للقوات المعادية.
استُخدم التطويق على مدار القرون المتعاقبة من جانب العديد من القادة العسكريين لعل أبرزهم رمسيس الثاني والإسكندر الأكبر وخالد بن الوليد وحنبعل وسون وو وشكا زولو وفالنشتاين ونابليون ومولتكه وغوديريان ورونتشتيت ومانشتاين وجوكوف وباتون، من جانبه اقترح سون وو في كتابه فن الحرب ضرورة عدم تطويق الجيش بأكمله بل يتعين إعطاء مساحة لتلك القوات المُحاصرة للهروب وذلك لعدة عوامل نفسية أهمها إيمان تلك القوات المُحاصرة بمصيرها المحتوم ومن ثمّ تستميت في القتال والدفاع عن نفسها مما يُكبّد القوات المُهاجمة خسائر في غنى عنها وهو ما يتغيّر للنقيض إذا ما أُتيحت لتلك القوات المُحاصرة فرصة للهرب أو الانسحاب، ولعل أبرز الأمثلة على هذه النظرية معركتي دونكيرك عام 1940 وجيب فاليز عام 1944.

## التكتيك
تُعد الكماشة المزدوجة أحد أساليب التطويق الرئيسية والتي تقوم أساسًا على مهاجمة أجنحة الجيش أثناء المعركة، فيما تقوم القوات المتحركة سواء كانت مشاة خفيفة أو فرسان أو دبابات أو ناقلات جنود مدرّعة بمحاولة اقتحام الصفوف باستخدام سرعتها الفائقة وقدرتها القتالية وبالتالي تتمركز وراء الخطوط الخلفية للعدو لتغلق الحلقة حول القوات المعادية التي تصبح محاصرة من كافة الجهات، ويُعد تطويق الجيش الألماني السادس أثناء معركة ستالينغراد عام 1942 خير مثال تكتيكي على ذلك. 
ويختلف الأمر حال وجود عائق طبيعي كالمحيطات والجبال على أحد جوانب أرض المعركة بحيث تصبح الكماشة الفردية كافية بتطويق القوات المعادية وذلك لقيام العائق الطبيعي بعمل الضلع الأخر من الكماشة، وكان الاجتياح الألماني لفرنسا والبلدان المنخفضة عام 1940 أشهر الأمثلة على ذلك.
التكتيك الثالث والذي يُعد الأقل شيوعًا للتطويق هو قيام قوات متحركة باقتحام إحدى جبهات العدو العسكرية ثم الانتشار في اتجاهين مختلفين كحد أدنى خلف خطوط العدو، بعدها يتم إتمام التطويق بالكامل، وهو أقل التكتيكات المُستخدمة حيث يتيح فرصة للقوات المُدافعة لتدمير الوحدات المعادية التي قامت بتنفيذ الاقتحام كما يعرّض الوحدات المهاجمة نفسها للتطويق إذا سمحت كفائة القوات المدافعة بذلك، وعليه لا يصلح هذا التكتيك إلا في عمليات الحرب الخاطفة والتي لا يتم اللجوء إليها إلا في حالة تسيّد القوات المهاجمة للموقف بأكمله علاوة على الأفضلية الكاملة سواء من الناحية العددية أو النوعية فيما يخص التفوق التكنولوجي والتنظيمي وقد تضمنت المراحل الأولى للهجوم الألماني على الاتحاد السوفيتي أمثلة متعددة على ذلك.
ويعد الحصار إحدى صور التطويق الخاصة والتي تُتيح فيه القوات المُحاصرة الفرصة لمهاجميها بالالتفاف حولها شريطة تواجد تلك القوات المُحاصرة داخل حصون حيث تتوافر الإمدادات والدفاعات القوية التي يصعُب اختراقها مما يمنحها القدرة على صد الهجمات المتتالية وبالتالي تفقد القوات المُهاجمة قدرتها على الاستمرار وتضطر للانسحاب، ويضم التاريخ العديد من الأمثلة على ذلك منها حصاري المسلمين الأول والثاني للقسطنطينية.

## المخاطر
تتلخ مخاطر محاولة تطويق القوات المعادية في بُعدها عن قواعدها وانقطاع الدعم اللوجيستي عنها إذا لم تتمكن من الصمود في مواجهة الإمدادات المحدودة نسبيًا أو فشلت في إرساء خط إمداد وتموين بينها وبين القاعدة الرئيسية مما يعرّضها للانهيار وإضطرارها لفك الحصار وهو ما واجهه إرفين رومل بعدما أُجبر على التراجع حتى الحدود المصرية عام 1941 أو قد يصبح الأمر أكثر تعقيدًا ويعرضها للإبادة بالكامل مثلما حدث للقوات اليابانية خلال معركة أدمن بوكس عام 1944.

## أشهر معارك التطويق
كان التطويق من أسباب نهاية العديد من المعرك والحروب بانتصار أحد طرفي النزاع، من أهم هذه المعارك:
- معركة ترموبيل عام 480 ق.م بين اليونان القديمة والأخمينيون وانتهت بانتصار الأخمينيين بقيادة خشايارشا الأول
- معركة كاناي عام 216 ق.م بين الإمبراطورية القرطاجية والجمهورية الرومانية وانتهت بانتصار القرطاجيين بقيادة حنبعل
- معركة الولجة عام 633 بين الأمبراطورية الساسانية وحلفائها من المسيحيين العرب من جهة والخلافة الإسلامية الراشدة من جهة وانتهت بانتصار المسلمين بقيادة خالد بن الوليد
- معركة فراوشتيت عام 1706 بين الإمبراطورية السويدية وروسيا القيصرية أثناء حرب الشمال العظمى وانتهت بانتصار الإمبراطورية السويدية بقيادة كارل غوستاف رينشيلد
- معركة أيسلندلوانا بين الإمبراطورية البريطانية ومملكة الزولو أثناء الحرب الإنجليزية الزولوية وانتهت بانتصار مملكة الزولو بقيادة نتشنينغوايو خوزا
- معركة تاننبرغ عام 1914 بين الإمبراطورية الروسية والإمبراطورية الألمانية أثناء الحرب العالمية الأولى وانتهت بانتصار الإمبراطورية الألمانية بقيادة باول فون هيندنبورغ
- معركة مغضبة عام 1916 بين الإمبراطورية البريطانية والدولة العثمانية أثناء حملة سيناء وفلسطين في الحرب العالمية الأولى وانتهت بانتصار الإمبراطورية البريطانية بقيادة هاري تشاوفل
- معركة رفح عام 1916 بين الإمبراطورية البريطانية والدولة العثمانية أثناء حملة سيناء وفلسطين في الحرب العالمية الأولى وانتهت بانتصار الإمبراطورية البريطانية بقيادة فيليب تشيتود
- معركة غزة الأولى عام 1917 بين الإمبراطورية البريطانية من جهة والدولة العثمانية والإمبراطورية الألمانية من جهة أخرى أثناء حملة سيناء وفلسطين في الحرب العالمية الأولى وانتهت بانتصار عثماني ألماني مشترك بقيادة كريس فون كرسنشتاين
- معركة بئر سبع عام 1917 بين الإمبراطورية البريطانية من جهة والدولة العثمانية والإمبراطورية الألمانية من جهة أخرى أثناء حملة سيناء وفلسطين في الحرب العالمية الأولى وانتهت بانتصار الإمبراطورية البريطانية بقيادة فيليب تشيتود
- معركة مجدو عام 1918 بين قوات الحلفاء من جهة والدولة العثمانية والإمبراطورية الألمانية من جهة أخرى أثناء حملة سيناء وفلسطين في الحرب العالمية الأولى وانتهت بانتصار قوات الحلفاء بقيادة إدموند ألنبي
- معركة سووموسالمي بين عامي 1939 و1940 بين الاتحاد السوفيتي وفنلندا أثناء حرب الشتاء وانتهت بانتصار الفنلنديين بقيادة يلمار سيلاسفو
- معركة كييف عام 1941 بين الاتحاد السوفيتي وألمانيا النازية أثناء الحرب السوفيتية الألمانية في الحرب العالمية الثانية وانتهت بانتصار القوات الألمانية بقيادة غيرد فون رونتشتيت (أكبر تطويق في التاريخ)
- معركة سمولينسك عام 1941 بين الاتحاد السوفيتي وألمانيا النازية أثناء الحرب السوفيتية الألمانية في الحرب العالمية الثانية وانتهت بانتصار القوات الألمانية بقيادة فيدور فون بوك وهاينز غوديريان
- معركة ستالينغراد بين عامي 1942 و1943 بين الاتحاد السوفيتي وألمانيا النازية أثناء الحرب السوفيتية الألمانية في الحرب العالمية الثانية وانتهت بانتصار القوات السوفيتية بقيادة غيورغي جوكوف
- معركة مصراتة عام 2011 بين القوات الموالية للعقيد معمر القذافي وقوات الثوار الليبيين أثناء معارك الجبل الغربي في حرب ثورة 17 فبراير وانتهت بانتصار الثوار

## طالع أيضًا
- حظر
- حملات التطويق
- فك الحصار
- نتوءات وممرات وجيوب